# Festival international de films de Fribourg 2019
Le Festival international de films de Fribourg 2019, 33e édition du festival, se déroule du 15 au 23 mars 2019.

## Déroulement et faits marquants
La sélection est dévoilée fin février. Elle comporte 105 films de 58 pays dont une carte blanche au réalisateur coréen Bong Joon-ho. La sélection comporte une section Décryptage : « Noire n’est pas mon métier » qui présente une autre histoire du cinéma.
Le palmarès est dévoilé le 23 mars 2019 : le Grand Prix est remporté par le film mexicain The Good Girls (Las Niñas Bien) de Alejandra Márquez Abella. Le film uruguayen La noche de 12 años de Álvaro Brechner remporte le prix spécial du jury, le prix du public et le prix du Jury œcuménique.

## Jury
- Kamila Andini, réalisatrice indonésienne
- Rahmatou Keïta, journaliste et réalisatrice nigérienne
- Natalia Cabral, réalisateur dominicaine
- Hani Abbas, dessinateur syro-palestinien

## Sélection officielle

### En compétition internationale
- A Thousand Girls Like Me de Sahra Mani  Afghanistan
- La noche de 12 años de Álvaro Brechner  Uruguay
- Dreamaway de Adolfo Borinaga Alix Jr.  Philippines
- Enigma de Ignacio Juricic Merillán  Chili
- Jinpa (撞死了一只羊, Zhuàng sǐle yī zhǐ yáng) de Pema Tseden  Chine
- Swing Kids (스윙키즈) de Kang Hyeong-cheol  Corée du Sud
- The Day I Lost My Shadow de Soudade Kaadan  Syrie
- The Good Girls (Las Niñas Bien) de Alejandra Márquez Abella  Mexique
- Une pluie sans fin (暴雪将至, Bàoxuě jiāng zhì) de Dong Yue  Chine
- The Red Phallus de Tashi Gyeltshen  Bhoutan
- The Third Wife de Ash Mayfair  Viêt Nam
- Volcano de Roman Bondartchouk  Ukraine

### Film d'ouverture
- How Long Will I Love U de Su Lun  Chine

### Film de clôture
- Meet Me in St. Gallen de Irene Emma Villamor  Philippines

## Sections parallèles

### Cinéma de genre: Comédies romantiques
- A Dysfunctional Cat (Die defekte Katze) de Susan Gordanshekan  Allemagne
- A Place in the Caribbean (Un Lugar en el Caribe) de Juan Carlos Fanconi  Honduras
- Aleksi de Barbara Vekarić  Croatie
- Diamants sur canapé (Breakfast at Tiffany's) de Blake Edwards  États-Unis
- L'impossible monsieur Bébé (Bringing up Baby) de Howard Hawks  États-Unis
- Diane a les épaules de Fabien Gorgeart  France
- El Fútbol O Yo de Marcos Carnevale  Argentine
- My Love, My Bride (나의 사랑 나의 신부) de Lim Chan-sang  Corée du Sud
- Peace After Marriage de Ghazi Albuliwi et Bandar Albuliwi  États-Unis  Israël  Jordanie

### Décryptage: «Noire n’est pas mon métier»
- Al'lèèssi... une actrice africaine de Rahmatou Keïta  Niger
- Belle de Amma Asante  Royaume-Uni
- Black Mic-Mac de Thomas Gilou  France
- Daughters of the Dust de Julie Dash  États-Unis
- Get Out de Jordan Peele  États-Unis
- La Noire de... de Ousmane Sembène  Sénégal
- Mandingo de Richard Fleischer  États-Unis
- Romuald et Juliette de Coline Serreau  France
- Rue Cases-Nègres de Euzhan Palcy  France
- Sankofa de Hailé Gerima  Éthiopie
- Quelques jours en avril (Sometimes in April) de Raoul Peck  Haïti
- Tilaï de Idrissa Ouedraogo  Burkina Faso
- Yaaba de Idrissa Ouedraogo  Burkina Faso
- Zulu Love Letter de Ramadan Suleman  Afrique du Sud

### Diaspora:Elisa Shua Dusapinet la Corée du Sud
- Counters de Lee Il-ha  Corée du Sud
- ExamiNation de Judy Suh  Corée du Sud
- Je suis un cyborg (싸이보그지만 괜찮아) de Park Chan-wook  Corée du Sud
- Memories of Murder (살인의 추억) de Bong Joon-ho  Corée du Sud
- Seule sur la plage la nuit (밤의 해변에서 혼자) de Hong Sang-soo  Corée du Sud
- Secret Sunshine (밀양) de Lee Chang-dong  Corée du Sud
- The Host (괴물) de Bong Joon-ho  Corée du Sud

### Nouveau territoire: Caraïbes (Haïti, Porto Rico, République dominicaine)
- 7:20 Once a Week (En tu Piel) de Matías Bize  Chili
- Ayiti mon amour de Guetty Felin  Haïti
- El Chata de Gustavo Ramos Perales  Porto Rico
- El hombre que cuida de Alejandro Andújar  République dominicaine
- Meurtre à Pacot de Raoul Peck  Haïti
- Miriam Lies (Miriam Miente) de Oriol Estrada et Natalia Cabral  Espagne  République dominicaine
- Noelí en Los Países de Laura Amelia Guzmán et Israel Cárdenas  République dominicaine  Italie  Espagne
- Silence of the Wind (El silencio del viento) de Álvaro Aponte Centeno  Porto Rico
- Woodpeckers (Carpinteros) de José María Cabral  République dominicaine

### Sur la carte deBong Joon-ho
- Nos années sauvages (Days of Being Wild) de Wong Kar-wai  Hong Kong
- Barberousse (赤ひげ, Akahige) de Akira Kurosawa  Japon
- L'Épouvantail (Scarecrow) de Jerry Schatzberg  États-Unis
- L'Opération diabolique (Seconds) de John Frankenheimer  États-Unis
- Sugarland Express de Steven Spielberg  États-Unis
- Transgression de Kim Ki-young  Corée du Sud

## Palmarès

### En compétition internationale
- Grand Prix : The Good Girls (Las Niñas Bien) de Alejandra Márquez Abella
- Prix spécial du jury : La noche de 12 años de Álvaro Brechner
- Prix du public : La noche de 12 años de Álvaro Brechner
- Prix du Jury œcuménique : La noche de 12 años de Álvaro Brechner
- Prix de la critique : Dreamaway de Adolfo Borinaga Alix Jr.
- Prix du jury des jeunes COMUNDO : The Third Wife de Ash Mayfair